# Travis Knight
Travis Andrew Knight (ur. 13 września 1973 w Hillsboro) – amerykański reżyser, producent filmowy i twórca animacji poklatkowych; szef studia filmowego Laika. Trzykrotnie nominowany do Oscara, za filmy Kubo i dwie struny, Pudłaki oraz Praziomek. Syn biznesmena Phila Knighta.
Kolejnymi filmami reżyserowanymi przez Knighta mają być The Six Billion Dollar Man i Wildwood.

## Filmografia
| Rok  | Tytuł                       | Reżyser | Producent | Animator |
| ---- | --------------------------- | ------- | --------- | -------- |
| 2000 | Boyer Brothers              |         |           | T        |
| 2000 | The PJs                     |         |           | T        |
| 2002 | Día de Los Muertos          |         |           | T        |
| 2005 | Moongirl                    |         |           | T        |
| 2009 | Koralina i tajemnicze drzwi |         |           | T        |
| 2012 | ParaNorman                  |         | T         | T        |
| 2014 | Pudłaki                     |         | T         | T        |
| 2016 | Kubo i dwie struny          | T       | T         | T        |
| 2018 | Bumblebee                   | T       | T         |          |
| 2019 | Praziomek                   |         | T         |          |